# Atletismo nos Jogos Mundiais Militares de 2011 - 1500 m masculino
A disputa dos 1500 metros rasos masculino nos Jogos Mundiais Militares de 2011 foram realizadas entre os dias 21 e 23 de julho no Estádio Olímpico João Havelange.

## Medalhistas
| Ouro   | KEN Gideon Mathimba   |
| Prata  | MAR Moustaoui Mohamed |
| Bronze | ALG Imad Touil        |

## Primeira fase

### Bateria 1
| Pos. | Atleta                           | Tempo   | Notas |
| ---- | -------------------------------- | ------- | ----- |
| 1    | ERI Ghirmay Weldeyowhans         | 3:54.03 | Q     |
| 2    | KEN Robert Kaptingei             | 3:54.67 | Q     |
| 3    | TAN Dotto Ikangaa                | 3:55.85 | Q     |
| 4    | KOR Park Byeong-Gwon             | 4:00.54 | Q     |
| 5    | IRL Alan O'Brien                 | 4:00.73 | Q     |
| 6    | GAM Dawda Ml Ceesay              | 4:10.87 |       |
| 7    | CAN Chris Belbin                 | 4:19.29 |       |
| 8    | BIH Branko Tovilovic             | 4:23.79 |       |
| 9    | CHA Kodou Ngharhodjina Kodoungar | 4:31.44 |       |
| —    | ALG Samir Khadar                 | DNF     |       |
| —    | BRA Fabiano Peçanha              | DNF     |       |
| —    | AZE Javad Narimanov              | DSQ     |       |

### Bateria 2
| Pos. | Atleta                      | Tempo   | Notas                |
| ---- | --------------------------- | ------- | -------------------- |
| 1    | MAR Mohammed Hajjaj         | 3:52.76 | Q                    |
| 2    | ALG Imad Touil              | 3:52.79 | Q                    |
| 3    | IND Sandeep Karan Singh     | 3:52.87 | Q                    |
| 4    | KSA Mohammed Shaween Othman | 3:53.67 | Q                    |
| 5    | CHI Leslie Encina           | 3:53.78 | Q                    |
| 6    | TUN Amaar Znaida            | 3:54.61 |                      |
| 7    | SUI Mirco Zwahlen           | 3:54.78 |                      |
| 8    | TRI Mathew Hagley           | 4:00.52 | Recorde da temporada |
| 9    | NAM Pinehas Embashu         | 4:05.29 |                      |
| 10   | BAR Jamar Maynard           | 4:14.05 |                      |
| —    | UGA Huru Dickson            | DNS     |                      |
| —    | USA Matthew Petrocci        | DNS     |                      |

### Bateria 3
| Pos. | Atleta                              | Tempo   | Notas                |
| ---- | ----------------------------------- | ------- | -------------------- |
| 1    | KEN Gideon Gathimba                 | 3:49.66 | Q                    |
| 2    | FRA Yohann Kowal                    | 3:50.49 | Q                    |
| 3    | POL Barosz Nowicki                  | 3:50.64 | Q                    |
| 4    | BHR Alemu Gebre                     | 3:50.91 | Q                    |
| 5    | BDI Sahinkuiye Severin              | 3:51.45 | Q                    |
| 6    | IND Hamza Chatholi                  | 3:51.50 | q                    |
| 7    | UGA Fredrick Chemonges              | 3:51.52 | q                    |
| 8    | TRI Ernesto Barrera Mendivelso      | 3:51.68 | Recorde da temporada |
| 9    | URU Cristian Rosales                | 3:56.31 |                      |
| 10   | CPV Jaílson de Jesus de Pina Cabral | 3:59.00 | Recorde da temporada |
| —    | ERI Girmay Hadgu                    | DNS     |                      |
| —    | IRL James Ledingham                 | DNS     |                      |

### Bateria 4
| Pos. | Atleta                       | Tempo   | Notas |
| ---- | ---------------------------- | ------- | ----- |
| 1    | MAR Mostaoui Mohamed         | 3:48.02 | Q     |
| 2    | VEN Nico Herrera             | 3:48.68 | Q     |
| 3    | SRI Chaminda Wijekoon        | 3:48.73 | Q     |
| 4    | FRA Abdelkader Bakhtache     | 3:48.94 | Q     |
| 5    | USA Aaron Lanzel             | 3:49.63 | Q     |
| 6    | SUI Marco Kern               | 3:49.87 | q     |
| 7    | TAN Peter Sulle              | 3:51.09 | q     |
| 8    | CAN Joseph Bolland           | 3:53.71 |       |
| 9    | MNE Milija Ćirović           | 4:24.74 |       |
| 10   | BIH Zaim Suman               | 4:27.34 |       |
| 11   | GBS Fidel Iemdi              | 5:04.74 |       |
| —    | MTN Moussa Ould Sidi Mohamed |         |       |

## Semifinais

### Semifinal 1
| Pos. | Atleta                      | Tempo   | Notas |
| ---- | --------------------------- | ------- | ----- |
| 1    | MAR Mohammed Hajajj         | 3:52.62 | Q     |
| 2    | POL Bartosz Nowicki         | 3:53.71 | Q     |
| 3    | ALG Imad Touil              | 3:53.99 | Q     |
| 4    | FRA Abdelkader Bakhtache    | 3:54.33 | Q     |
| 5    | BHR Alemu Gebre             | 3:54.68 | Q     |
| 6    | UGA Fredrick Chemonges      | 3:54.80 |       |
| 7    | VEN Nico Herreara           | 3:54.91 |       |
| 8    | IND Sandeep Karan Singh     | 3:55.59 |       |
| 9    | KEN Robert Kaptingei        | 3:56.10 |       |
| 10   | TAN Peter Sulley            | 3:59.34 |       |
| 11   | KOR Park Byeong-Gwon        | 4:00.90 |       |
| —    | KSA Mohammed Shaween Othman | DNF     |       |

### Semifinal 2
| Pos. | Atleta                   | Tempo   | Notas |
| ---- | ------------------------ | ------- | ----- |
| 1    | MAR Mostaoui Mohamed     | 3:44.64 | Q     |
| 2    | KEN Gideon Gathimba      | 3:46.09 | Q     |
| 3    | ERI Ghirmay Weldeyowhans | 3:46.19 | Q     |
| 4    | FRA Yohann Kowal         | 3:46.77 | Q     |
| 5    | SRI Chaminda Wijekoon    | 3:47.25 | Q     |
| 6    | TAN Dotto Ikangaa        | 3:47.57 | q     |
| 7    | IRL Alan O'Brien         | 3:47.66 | q     |
| 8    | SUI Marco Kern           | 3:48.68 |       |
| 9    | IND Hamza Chatholi       | 3:49.07 |       |
| 10   | CHI Leslie Encina        | 3:49.55 |       |
| 11   | USA Aaron Lanzel         | 3:50.69 |       |
| 12   | BDI Sahinkuiye Severin   | 3:51.82 |       |

## Final
| Pos.              | Atleta                   | Tempo   | Notas                |
| ----------------- | ------------------------ | ------- | -------------------- |
| Medalha de ouro   | KEN Gideon Gathimba      | 3:40.62 |                      |
| Medalha de prata  | MAR Mostaoui Mohamed     | 3:41.04 |                      |
| Medalha de bronze | ALG Imad Touil           | 3:41.24 |                      |
| 4                 | FRA Yohann Kowal         | 3:41.50 |                      |
| 5                 | POL Bartosz Nowicki      | 3:44.32 |                      |
| 6                 | ERI Ghirmay Weldeyowhans | 3:44.81 |                      |
| 7                 | BHR Alemu Gebre          | 3:45.80 | Recorde da temporada |
| 8                 | SRI Chaminda Wijekoon    | 3:47.33 |                      |
| 9                 | TAN Dotto Ikangaa        | 3:48.54 |                      |
| 10                | MAR Mohammed Hajajj      | 3:49.49 |                      |
| 11                | FRA Abdelkader Bakhtache | 3:49.55 |                      |
| 12                | IRL Alan O'Brien         | 3:52.77 |                      |

Legenda
| Recorde mundial      | Recorde mundial (World record)               |                       | Recorde africano                      | Recorde africano (African) |                                           | Q | Classificado por posição (Qualified) |
| Recorde militar      | Recorde dos Jogos Mundiais Militares         | Recorde da América    | Recorde da América (Americas)         | q                          | Classificado por melhor tempo (Qualified) |   |                                      |
| Melhor marca do ano  | Melhor marca do ano (World leading)          | Recorde asiático      | Recorde asiático (Asian)              | DNS                        | Não largou (Did not start)                |   |                                      |
| Recorde nacional     | Recorde nacional (National record)           | Recorde europeu       | Recorde europeu (European)            | DNF                        | Não terminou (Did not finish)             |   |                                      |
| Recorde pessoal      | Recorde pessoal do atleta (Personal best)    | Recorde da Oceania    | Recorde da Oceania (Oceania)          | DSQ / DQ                   | Desclassificado (Disqualified)            |   |                                      |
| Recorde da temporada | Recorde da temporada do atleta (Season best) | Recorde sul-americano | Recorde sul-americano (South America) | NM                         | Sem marca (No mark)                       |   |                                      |